# Gian Clavell
Gian Louis Clavell López (Caguas, 26 novembre 1993) è un cestista portoricano.
Ha un fratello, Gilberto, anch'egli cestista.

## Carriera
Con Porto Rico ha disputato i Campionati mondiali del 2019.

## Palmarès

### Squadra
- Lega Lettone-Estone: 2

Prometej: 2022-2023, 2023-2024

### Individuale
- MVP finali Lega Lettone-Estone: 2

Prometej: 2022-2023, 2023-2024